# Himno nacional de la República de China
Himno nacional de la República de China o el himno de Taiwán o Formosa es el actual himno nacional de la República de China (RDCh). Muestra cómo la visión y las esperanzas de una nueva nación y de su pueblo pueden y deben ser conseguidas y mantenidas usando los Tres Principios del Pueblo. Informalmente, la canción es conocida como "San Min Chu-i" o "Tres Principios del Pueblo" debido al primer verso, pero esta denominación nunca es usada en ocasiones formales u oficiales.

## Historia

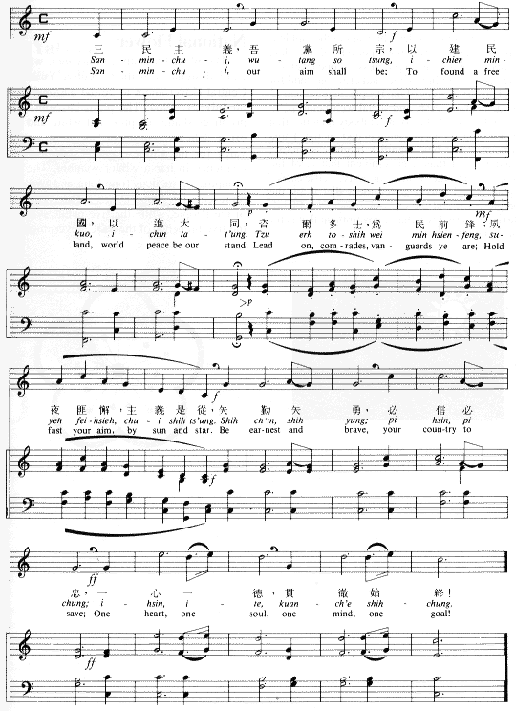
Partitura del Himno nacional de la República de China.

El texto del himno nacional fue producto de la colaboración entre varios miembros del Kuomintang (KMT):
- Hu Hanmin (胡漢民 Hú Hànmín),
- Tai Chi-t'ao (戴季陶; Dài Jìtáo),
- Liao Chung-k'ai (廖仲愷 Liáo Zhōngkǎi)
- Shao Yüan-ch'ung (邵元沖 Shào Yuánchōng).

El texto apareció por primera vez el 16 de julio de 1924 al inicio de un discurso realizado por Sun Yat-sen en la ceremonia inaugural de la Academia Militar de Whampoa.
Después del éxito de la Expedición del Norte, el KMT eligió el texto para que fuese el himno del partido y públicamente se solicitó música para acompañarlo. Ch'eng Mao-yün (程懋筠; Chéng Màoyún) ganó en un concurso de 139 participantes.
El 24 de marzo de 1930, varios miembros del KMT propusieron usar el discurso de Sun como la letra del himno nacional. Debido a la oposición sobre usar un símbolo de un partido político para representar a la nación entera, se creó el Comité para la Investigación y Edición del Himno Nacional (國歌編製研究委員會), el cual aceptó el himno del KMT. El 3 de julio de 1937, el Comité Central Permanente (中央常務委員會) aprobó la propuesta, y en 1943, los "Tres Principios del Pueblo" oficialmente se convirtió en el himno nacional de la República de China.

## Letras

### Chino
| 三民主義，吾黨所宗， 以建民國，以進大同。 咨爾多士，為民前鋒； 夙夜匪懈，主義是從。 矢勤矢勇，必信必忠； 一心一德，貫徹始終。                                                                                             | |
| ㄨ ㄟˊ ㄇ一ㄣˊ ㄑ一ㄢˊ ㄈ ㄥ ㄙ ㄨˋ 一 ㄝˋ ㄈ ㄟˇ ㄒ一ㄝˋ ㄓ ㄨˇ 一 ˋ ㄕ ˋ ㄘㄨㄥˊ ㄕ ˇ ㄑ一ㄣˊ ㄕ ˇ ㄩ ㄥˇ ㄅ 一ˋ ㄒ一ㄣˋ ㄅ 一ˋ ㄓㄨㄥ 一 ˋ ㄒ一ㄣ 一 ˋ ㄉ ㄜˊ ㄍㄨㄢˋ ㄔ ㄜˋ ㄕ ˇ ㄓㄨㄥ                               | |
| San-min-chu-i, Wu-tang so tsung; i-chien min-kuo, i-chin ta-t'ung. Tzu erh to-shih, wei min ch'ien-feng; su-yeh fei-hsieh, chu-i shih ts'ung. Shih ch'in shih yung, pi hsin pi chung ; i-hsin i-te, kuan-ch'e shih-chung. | Sānmín Zhǔyì, wúdǎng suǒ zōng; Yǐ jiàn Mínguó, yǐ jìn dà tóng. Zī'ěr duō shì, wéi mín qiánfēng; Sù yè fěi xiè, zhǔyì shì cóng. Shǐ qín shǐ yǒng, bì xìn bì zhōng; Yì xīn yì dé, guànchè shǐzhōng. |

### Traducción al español
Tres Principios del Pueblo,

El fundamento de nuestro cuerpo,

Con el cual, establecemos la República;

Con el cual, avanzamos a un estado de paz total.

Oh, ustedes, guerreros,

Por el pueblo, estén a la vanguardia.

Sin descanso de día o de noche,

Sigan los Principios.

Juren ser diligentes; juren ser valientes.

Obligados a ser dignos de confianza; obligados a ser leales.

Con un corazón y una virtud,

Llevamos a cabo hasta el final.

## Uso en Taiwán
El himno por lo general es entonado en ocasiones importantes como graduaciones y ceremonias de izada de bandera, pero por muchos años era tocado antes de la presentación de las películas en los teatros. La canción solía ser usada para identificar a inmigrantes ilegales que llegaban de Fujian a Taiwán debido a que ellos no eran capaces de cantar el himno. El método dejó de practicarse ya que los inmigrantes se aprendían la canción antes de cruzar el estrecho.[cita requerida]
Como la canción era originalmente el himno del Kuomintang (KMT) y nació en la China continental como un discurso para la Academia Militar de Whampoa (una escuela militar fundada por el KMT), aquellos que apoyan firmemente la independencia de Taiwán se han opuesto a su uso como el himno nacional. Para ellos, la frase "nuestro partido" (吾黨) es tomado para referirse al KMT. La interpretación moderada interpreta "nuestro partido" (吾黨) para tener un significado general, como "nosotros", tal como era el significado original en chino antes de la existencia de los partidos políticos, donde la palabra se refiere a un grupo de personas relacionadas por ideologías similares o por beneficios comunes.[cita requerida]
El Partido Progresista Democrático ha aceptado el actual himno nacional de la RDCh pero a menudo lo entonan en un contexto muy taiwanés, como que sea cantado por un coro de aborígenes taiwaneses o en taiwanés (min han) o en hakka.[cita requerida]
Está prohibida su reproducción en la República Popular China y aunque no está formalmente prohibida en Hong Kong y en Macao, su reproducción pública en esos lugares es poco común. En la inauguración de Chen Shui-bian en el 2000, el himno nacional fue cantado por la popular cantante taiwanesa A-mei, lo que llevó a que le prohibieran el ingreso a la China continental por unos meses.
En eventos internacionales como los Juegos Olímpicos no se le permite a la RDCh el uso de su nombre oficial y se le obliga a usar el de China Taipéi en su lugar. Es más, la himno de la bandera nacional es reproducida en lugar del himno nacional debido a la presión por parte de la República Popular China sobre el estatus político de la RDCh.